# ジョン・タワー

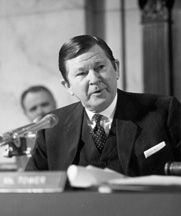
ジョン・タワー

ジョン・グッドウィン・タワー（英語: John Goodwin Tower, 1925年9月29日 - 1991年4月5日）は、アメリカ合衆国の政治家（共和党）。
テキサス州ヒューストン出身。第二次世界大戦中はサウスウェスタン大学を休学して海軍に志願した。終戦後に復学し、卒業後は南メソジスト大学で学ぶ傍ら、保険外交員として働く。1952年から1953年まではロンドン・スクール・オブ・エコノミクスに留学、イギリスの保守党について研究した。
1961年、合衆国上院議員に初当選。当時、テキサス州選出の唯一の共和党上院議員であった。1964年と1965年の公民権法にはいずれも反対票を投じた。
1981年から1984年まで上院軍事委員長を務めた。1985年に引退。
1986年12月、イラン・コントラ事件発覚の際、ロナルド・レーガン大統領（当時）の命でCIAの違法活動の調査のため、大統領特別検討委員会（President's Special Review Board．通称タワー委員会）の委員長に指名される。
1989年、ジョージ・H・W・ブッシュが大統領に就任すると、タワーは国防長官に指名されるが、サム・ナンの公聴会の際、ナンが1964年に飲酒運転で事故を起こしたことが明らかにされると共に、タワーにも飲酒問題がある事が明らかとなり、彼の国防長官就任に反対の声が上がった。加えて女性問題もネックとなり、タワーの承認は議会で否決された（代わって承認されたのがディック・チェイニーである）。
1991年4月5日、ジョージア州ブランズウィックで乗っていたアトランティック・サウスイースト航空2311便が墜落、同乗していた娘らと共に死亡した。65歳。